# Monoacetato di alluminio
Il monoacetato di alluminio è un organometallo contenente alluminio in stato di ossidazione 3+ di formula Al(CH3COO)(OH)2. In condizioni standard appare come un solido. Viene usato come antisettico per alleviare il prurito e l'infiammazione della pelle.